# Aghndjadzor
Aghndjadzor (en arménien Աղնջաձոր ) est une communauté rurale du marz de Vayots Dzor, en Arménie. Elle compte 485 habitants en 2008.